# Flagler College
Pour les articles homonymes, voir Flagler.
Flagler College  est une université d'arts libéraux fondée en 1968 à Saint Augustine en Floride, aux États-Unis.
Le collège a pour centre un ancien hôtel de luxe, inscrit au Registre national des lieux historiques, construit en 1888 par Carrère and Hastings (en) à la demande de l'industriel Henry Morrison Flagler.
Initialement réservé aux femmes, le collège devint mixte en 1971 et propose un cursus en 4 ans. À l'automne 2015, il compte 2501 étudiants, dont 975 hommes, et 1526 femmes.